# سيسيل بي. ليون
سيسيل بي. ليون (بالإنجليزية: Cecil B. Lyon)‏ هو دبلوماسي أمريكي، ولد في 8 نوفمبر 1903 في جزيرة ستاتن في الولايات المتحدة، وتوفي في 6 أبريل 1993 في هانكوك في الولايات المتحدة.

## وصلات خارجية
- سيسيل بي. ليون على موقع مونزينجر (الألمانية)
- سيسيل بي. ليون على موقع إن إن دي بي (الإنجليزية)